# 14 Dywizja Piechoty (III Rzesza)
14 (Saksońska) Dywizja Piechoty (niem. 14. Infanterie-Division) – niemiecka dywizja z czasów II wojny światowej, uczestniczyła m.in. w agresji na Polskę.

## Formowanie i walki
Sformowana w 1934 pod ukrytą nazwą Kommandant von Leipzig, miejsce stacjonowania sztabu Lipsk. Na mocy rozkazu z dnia 15 października 1935 otrzymała oficjalną nazwę 14 Dywizja Piechoty. Stacjonowała w IV Okręgu Wojskowym. 18 września 1939 jednostka ta zajęła Lublin. Od 15 października 1940 w macierzystych garnizonach rozpoczęto przeformowywać jednostkę w 14. Dywizję Piechoty (zmotoryzowanej). W czerwcu 1943 została ponownie przeformowana w 14 Dywizję Piechoty.

## Struktura organizacyjna
Skład w sierpniu 1939
- 11 pułk piechoty: miejsce postoju sztabu, II II i rezerwowego batalionu – Lipsk, I batalionu Eilenburg;
- 53 pułk piechoty: miejsce postoju sztabu, II i III batalionu – Naumburg, I i I batalionu rezerwowego – Weißenfels, II rezerwowe batalion – Zeitz;
- 101 pułk piechoty: miejsce postoju sztabu, III. batalionu, 13. kompanii moździerzy i 14. kompanii przeciwpancernej– Leisnig, I i I rezerwowego batalionu – Döbeln, II batalionu – Oschatz, II rezerwowego batalionu – Grimma;
- 14 pułk artylerii: miejsce postoju sztabu, I i II dywizjonu – Naumburg, III dywizjon – Weißenfels ;
- I dywizjon 50 pułku artylerii ciężkiej: miejsce postoju – Grimma;
- 14 batalion pionierów: miejsce postoju – Weißenfels;
- 14 oddział przeciwpancerny: miejsce postoju – Halle;
- 14 oddział łączności: miejsce postoju – Lipsk;
- 14.oddział obserwacyjny: miejsce postoju – nie został sformowany;

Skład w styczniu 1940
11., 53. i 101. pułk piechoty, 14. pułk artylerii, I/50. pułk artylerii ciężkiej, 14. batalion pionierów, 14. oddział rozpoznawczy, 14. oddział przeciwpancerny, 14. oddział łączności, 14. polowy batalion uzupełnień;
Skład w maju 1943
11., 53. i 101. pułk grenadierów, 14. pułk artylerii, 14. batalion pionierów, 14. batalion fizylierów, 14. oddział przeciwpancerny, 14. oddział łączności, 14. polowy batalion uzupełnień;

## Dowódcy dywizji
- płk Erich Friderici: 1 kwietnia 1934 – 1 października 1935
- gen. por. Franz Freiherr Kreb von Kressenstein: 1 października 1935 – 6 października 1936
- gen. por. Peter Weyer: 6 października 1936 – 15 kwietnia 1940
- gen. mjr Lothar Rendulic: 15 kwietnia 1940 – 6 października 1940
- gen. por. Friedrich Fürst: 6 października 1940 – 15 października 1940
- gen. mjr Herman Flörke: 30 VI 1943 – 28 grudnia 1944
- gen. por. Erich Schneider: 28 grudnia 1944 – 20 marca 1945
- gen. mjr Paul von Below:  marzec 1945 – marzec 1945
- płk Kirch: marzec 1945 – marzec 1945
- gen. mjr Werner Schulze: marzec 1945 – kwiecień 1945